# Lehmannsteich
Lehmannsteich este o arie protejată (arie specială de conservare — SAC, sit de importanță comunitară — SCI) din Germania întinsă pe o suprafață de 136,69 ha, integral pe uscat.

## Localizare
Centrul sitului Lehmannsteich este situat la coordonatele 51°43′26″N 13°32′41″E / 51.7239°N 13.5447°E.

## Înființare
Situl Lehmannsteich a fost declarat sit de importanță comunitară în februarie 1999 pentru a proteja un număr necunoscut de specii din flora spontană și fauna sălbatică aflate în arealul zonei. Situl a fost protejat și ca arie specială de conservare în martie 1981.

## Biodiversitate
Situată în ecoregiunea continentală, aria protejată conține 4 habitate naturale: Pajiști umede nord-atlantice cu Erica tetralix, Mlaștini turboase de tranziție și turbării mișcătoare, Depresiuni pe substraturi de turbă de Rhynchosporion, Mlaștini împădurite.
La baza desemnării sitului se află un număr nedeclarat de specii protejate.
Pe lângă speciile protejate, pe teritoriul sitului au mai fost identificate 1 specie de amfibieni.